# Polyrhachis cheesmanae
Polyrhachis cheesmanae é uma espécie de formiga do gênero Polyrhachis, pertencente à subfamília Formicinae.